# Lista de partidos políticos do Brasil
Esta é uma lista de partidos políticos no Brasil em atividade. Desde novembro de 2023, o Brasil tem 29 (vinte e nove) partidos políticos registrados no Tribunal Superior Eleitoral (TSE).

## Partidos atuais
Os 29 partidos políticos registrados no Tribunal Superior Eleitoral estão listados abaixo por quantidade de filiados.
| #  | Nome | Nome | Nome                                           | Sigla         | Número eleitoral | Número de filiados (jul./25) | Data de criação | Data de registro definitivo | Presidente atual                                 |
| -- | ---- | ---- | ---------------------------------------------- | ------------- | ---------------- | ---------------------------- | --------------- | --------------------------- | ------------------------------------------------ |
| 1  |      |      | Movimento Democrático Brasileiro               | MDB           | 15               | 2.054.333                    | 15/01/1980      | 30/06/1981                  | Baleia Rossi                                     |
| 2  |      |      | Partido dos Trabalhadores                      | PT            | 13               | 1.674.898                    | 10/02/1980      | 11/02/1982                  | Edinho Silva                                     |
| 3  |      |      | Progressistas                                  | PP            | 11               | 1.311.290                    | 08/08/1995      | 16/11/1995                  | Ciro Nogueira                                    |
| 4  |      |      | Partido Renovação Democrática                  | PRD           | 25               | 1.310.752                    | 26/10/2022      | 09/11/2023                  | Ovasco Resende                                   |
| 5  |      |      | Partido da Social Democracia Brasileira        | PSDB          | 45               | 1.286.633                    | 25/06/1988      | 24/08/1988                  | Marconi Perillo                                  |
| 6  |      |      | Partido Democrático Trabalhista                | PDT           | 12               | 1.095.938                    | 17/06/1979      | 10/11/1981                  | Carlos Lupi                                      |
| 7  |      |      | União Brasil                                   | UNIÃO         | 44               | 1.088.013                    | 06/10/2021      | 08/02/2022                  | Antônio de Rueda                                 |
| 8  |      |      | Partido Liberal                                | PL            | 22               | 898.593                      | 23/06/1985      | 19/12/1985                  | Valdemar Costa Neto                              |
| 9  |      |      | Podemos                                        | PODE          | 20               | 809.955                      | 01/05/1995      | 02/10/1997                  | Renata Abreu                                     |
| 10 |      |      | Partido Socialista Brasileiro                  | PSB           | 40               | 650.569                      | 02/07/1985      | 01/07/1988                  | João Henrique Campos                             |
| 11 |      |      | Republicanos                                   | Republicanos  | 10               | 568.100                      | 16/12/2003      | 25/08/2005                  | Marcos Pereira                                   |
| 12 |      |      | Partido Social Democrático                     | PSD           | 55               | 467.523                      | 11/03/2011      | 27/09/2011                  | Gilberto Kassab                                  |
| 13 |      |      | Cidadania                                      | Cidadania     | 23               | 421.294                      | 26/01/1992      | 19/03/1992                  | Comte Bittercount                                |
| 14 |      |      | Partido Comunista do Brasil                    | PCdoB         | 65               | 387.503                      | 18/02/1962      | 23/06/1988                  | Luciana Santos                                   |
| 15 |      |      | Solidariedade                                  | Solidariedade | 77               | 380.192                      | 25/10/2012      | 24/09/2013                  | Eurípedes Júnior                                 |
| 16 |      |      | Partido Verde                                  | PV            | 43               | 347.343                      | 17/01/1986      | 30/09/1993                  | José Luiz Penna                                  |
| 17 |      |      | Partido Socialismo e Liberdade                 | PSOL          | 50               | 292.858                      | 07/07/2004      | 15/09/2005                  | Paula Coradi                                     |
| 18 |      |      | Avante                                         | Avante        | 70               | 246.428                      | 15/05/1989      | 11/10/1994                  | Luis Tibé                                        |
| 19 |      |      | Mobilização Nacional                           | MOBILIZA      | 33               | 210.551                      | 21/04/1984      | 25/10/1990                  | Antonio Massarollo                               |
| 20 |      |      | Agir                                           | Agir          | 36               | 198.215                      | 11/07/1985      | 22/02/1990                  | Daniel Tourinho                                  |
| 21 |      |      | Democracia Cristã                              | DC            | 27               | 183.498                      | 30/03/1995      | 05/08/1997                  | João Caldas                                      |
| 22 |      |      | Partido Renovador Trabalhista Brasileiro       | PRTB          | 28               | 146.529                      | 27/11/1994      | 18/02/1997                  | Leonardo Araujo                                  |
| 23 |      |      | Partido Novo                                   | NOVO          | 30               | 67.214                       | 12/02/2011      | 15/09/2015                  | Eduardo Ribeiro                                  |
| 24 |      |      | Rede Sustentabilidade                          | REDE          | 18               | 56.364                       | 16/02/2013      | 22/09/2015                  | Paulo Lamac (na condição de porta-voz)           |
| 25 |      |      | Partido da Mulher Brasileira                   | PMB           | 35               | 55.510                       | 13/09/2008      | 29/09/2015                  | Suêd Haidar                                      |
| 26 |      |      | Partido Socialista dos Trabalhadores Unificado | PSTU          | 16               | 14.823                       | 05/06/1994      | 19/12/1995                  | Zé Maria                                         |
| 27 |      |      | Partido Comunista Brasileiro                   | PCB           | 21               | 11.923                       | 25/03/1922      | 09/05/1996                  | Edmilson Costa (na condição de secretário-geral) |
| 28 |      |      | Unidade Popular                                | UP            | 80               | 11.397                       | 16/06/2016      | 10/12/2019                  | Léo Péricles                                     |
| 29 |      |      | Partido da Causa Operária                      | PCO           | 29               | 7.095                        | 07/12/1995      | 30/09/1997                  | Rui Costa Pimenta                                |

### Lista por adesão a federações partidárias
No momento, sete partidos políticos se agruparam em três federações partidárias registradas no Tribunal Superior Eleitoral e abaixo encontram-se listadas por ordem alfabética. Em 2021, a legislação eleitoral abriu a possibilidade de que partidos políticos formem federações para atuarem conjuntamente de modo mais permanente (ao menos, por quatro anos) que as coligações eleitorais extintas para a disputa de cargos no sistema proporcional.
| Federação partidária | Federação partidária                      | Partidos federados                             | Número de filiados (jul./25) | Presidente             | Data de criação | Data de registro |
| -------------------- | ----------------------------------------- | ---------------------------------------------- | ---------------------------- | ---------------------- | --------------- | ---------------- |
| 1                    | Federação Brasil da Esperança (FE Brasil) | Partido Comunista do Brasil (PCdoB)            | 2.409.744                    | José Luiz Penna (PV)   | 17/04/2022      | 24/05/2022       |
| 1                    | Federação Brasil da Esperança (FE Brasil) | Partido dos Trabalhadores (PT)                 | 2.409.744                    | José Luiz Penna (PV)   | 17/04/2022      | 24/05/2022       |
| 1                    | Federação Brasil da Esperança (FE Brasil) | Partido Verde (PV)                             | 2.409.744                    | José Luiz Penna (PV)   | 17/04/2022      | 24/05/2022       |
| 2                    | Federação PSDB Cidadania                  | Cidadania                                      | 1.707.927                    | Marconi Perillo (PSDB) | 01/04/2022      | 26/05/2022       |
| 2                    | Federação PSDB Cidadania                  | Partido da Social Democracia Brasileira (PSDB) | 1.707.927                    | Marconi Perillo (PSDB) | 01/04/2022      | 26/05/2022       |
| 3                    | Federação PSOL REDE                       | Partido Socialismo e Liberdade (PSOL)          | 349.222                      | Paula Coradi (PSOL)    | 17/05/2022      | 26/05/2022       |
| 3                    | Federação PSOL REDE                       | Rede Sustentabilidade (REDE)                   | 349.222                      | Paula Coradi (PSOL)    | 17/05/2022      | 26/05/2022       |

Em abril de 2025, em reunião na Câmara dos Deputados, foi anunciada a criação da federação União Progressista Brasileira, a ser constituída pelos partidos União Brasil e Progressistas, liderados por Antônio Rueda e Ciro Nogueira. Já em junho de 2025, os partidos Solidariedade e Partido Renovação Democrática anunciaram a formação de uma federação partidária. Ambas ainda carecem de serem oficializadas.

### Lista por classificação no espectro político
A tabela abaixo lista os partidos políticos brasileiros na ordem alfabética das siglas (quando existem), com informações sobre a classificação desses partidos no espectro político. São várias classificações, publicadas em anos distintos e a partir de metodologias diferentes, mas elas compartilham o eixo esquerda-direita, havendo em alguns derivações a partir do confessionalismo cristão-secularismo, conservadorismo-progressismo, liberalismo, trabalhismo, fisiologismo. Somente estão listados os partidos ainda existentes, sendo que nem todos existiam à época de todas as classificações, ou existiam mas não foram considerados ou obtidas informações para a classificação conforme a metodologia pretendida. O sinal do travessão (—) no fundo mais acinzentado indica aqueles partidos existentes agora mas que não chegaram a ser considerados nas classificações. No decorrer do tempo, mudanças políticas ocorridas no partido podem refletir na variação dos resultados entre cada classificação, para além de questões metodológicas. Em caso de partidos políticos resultantes de fusão, são apresentadas as classes atribuídas aos partidos existentes antes da fusão.
| Nome          | Fernandes (1995) | Coppedge (1997)                              | O Globo (2016)  | BBC Brasil (2017)     | Claudio Couto (2018) | Folha de S.Paulo (2018)    | Congresso em Foco (2019) | Valor Econômico (2025) |
| ------------- | ---------------- | -------------------------------------------- | --------------- | --------------------- | -------------------- | -------------------------- | ------------------------ | ---------------------- |
| Agir          | —                | personalista                                 | centro          | —                     | —                    | centro fisiológico         | direita                  | centro-direita         |
| Avante        | —                | desconhecido                                 | centro          | esquerda conservadora | —                    | centro fisiológico         | centro                   | centro                 |
| Cidadania     | esquerda         | secular de esquerda                          | centro-esquerda | direita progressista  | centro               | esquerda trabalhista       | esquerda                 | centro-esquerda        |
| DC            | —                | secular de centro-direita                    | centro          | —                     | —                    | centro fisiológico         | direita                  | visão independente     |
| MDB           | centro           | secular de centro                            | centro          | direita conservadora  | centro-direita       | centro-esquerda liberal    | centro                   | centro                 |
| MOBILIZA      | esquerda         | desconhecido                                 | —               | —                     | —                    | esquerda trabalhista       | esquerda                 | centro-direita         |
| NOVO          | —                | —                                            | centro-direita  | —                     | direita              | —                          | direita                  | direita                |
| PCB           | —                | —                                            | esquerda        | —                     | extrema-esquerda     | —                          | —                        | esquerda               |
| PCdoB         | esquerda         | secular de esquerda                          | —               | esquerda progressista | esquerda             | esquerda trabalhista       | esquerda                 | esquerda               |
| PCO           | —                | —                                            | esquerda        | —                     | extrema-esquerda     | —                          | —                        | extrema-esquerda       |
| PDT           | esquerda         | secular de centro-esquerda                   | centro-esquerda | esquerda conservadora | centro-esquerda      | esquerda trabalhista       | esquerda                 | centro-esquerda        |
| PL            | direita          | secular de direita                           | —               | direita conservadora  | centro-direita       | centro fisiológico         | direita                  | direita                |
| PMB           | —                | —                                            | centro          | —                     | —                    | —                          | direita                  | centro                 |
| PODE          | —                | —                                            | centro          | direita conservadora  | —                    | centro fisiológico         | direita                  | visão independente     |
| PP            | direita/centro   | secular de direita/secular de centro-direita | direita         | direita conservadora  | direita              | "direita que virou centro" | direita                  | centro-direita         |
| PRTB          | —                | —                                            | —               | —                     | direita              | centro fisiológico         | direita                  | direita                |
| PRD           | —                | —                                            | —               | —                     | —                    | —                          | —                        | centro-direita         |
| PSB           | esquerda         | secular de esquerda                          | centro-esquerda | esquerda progressista | centro-esquerda      | esquerda trabalhista       | esquerda                 | centro-esquerda        |
| PSD           | —                | —                                            | centro          | direita conservadora  | centro-direita       | centro fisiológico         | direita                  | centro                 |
| PSDB          | centro           | secular de centro-esquerda                   | —               | direita conservadora  | centro-direita       | centro-esquerda liberal    | centro                   | centro                 |
| PSOL          | —                | —                                            | esquerda        | esquerda progressista | esquerda radical     | esquerda trabalhista       | esquerda                 | esquerda               |
| PSTU          | —                | —                                            | esquerda        | —                     | extrema-esquerda     | esquerda trabalhista       | —                        | esquerda               |
| PT            | esquerda         | secular de esquerda                          | esquerda        | esquerda progressista | esquerda             | esquerda trabalhista       | esquerda                 | esquerda               |
| PV            | esquerda         | outro                                        | centro          | direita progressista  | centro               | centro-esquerda liberal    | esquerda                 | centro-esquerda        |
| REDE          | —                | —                                            | —               | esquerda progressista | centro-esquerda      | centro-esquerda liberal    | esquerda                 | centro-esquerda        |
| Republicanos  | —                | —                                            | centro-direita  | direita conservadora  | direita              | centro fisiológico         | direita                  | direita                |
| Solidariedade | —                | —                                            | —               | —                     | —                    | centro fisiológico         | centro                   | centro                 |
| UNIÃO         | —                | —                                            | —               | —                     | —                    | —                          | —                        | centro-direita         |
| UP            | —                | —                                            | —               | —                     | —                    | —                          | —                        | esquerda               |

### Lista por representação no Congresso Nacional
Os partidos políticos brasileiros estão tabelados pelo critério de representação parlamentar no Congresso Nacional do Brasil, isto é, pela quantidade de assentos nas duas casas do parlamento brasileiro, conforme dados de setembro de 2024 para o Senado Federal do Brasil e de setembro de 2024 para a Câmara dos Deputados do Brasil. A partir desses dados, dos 29 partidos existentes, 17 não possuem representação no Senado e 16 possuem ao menos 1 cadeira, enquanto na Câmara esses números são 9 contra 20, respectivamente. Além disso, 11 partidos estão representados nas duas casas, 8 somente na Câmara, nenhum deles possui representação apenas no Senado e 9 não possuem representação alguma nas duas casas do Congresso Nacional. Ao todo são 81 cadeiras no Senado e 513 na Câmara. A tabela é ordenável pela quantidade de assentos, mas a princípio está organizada alfabeticamente.
| Partido       | Assentos no Senado | Assentos na Câmara |
| ------------- | ------------------ | ------------------ |
| Agir          | 0 / 81             | 0 / 513            |
| Avante        | 0 / 81             | 7 / 513            |
| Cidadania     | 0 / 81             | 5 / 513            |
| DC            | 0 / 81             | 0 / 513            |
| MDB           | 11 / 81            | 44 / 513           |
| MOBILIZA      | 0 / 81             | 0 / 513            |
| NOVO          | 1 / 81             | 4 / 513            |
| PCB           | 0 / 81             | 0 / 513            |
| PCdoB         | 0 / 81             | 7 / 513            |
| PCO           | 0 / 81             | 0 / 513            |
| PDT           | 3 / 81             | 18 / 513           |
| PL            | 13 / 81            | 91 / 513           |
| PMB           | 0 / 81             | 0 / 513            |
| PODE          | 7 / 81             | 14 / 513           |
| PP            | 6 / 81             | 50 / 513           |
| PRD           | 0 / 81             | 5 / 513            |
| PRTB          | 0 / 81             | 0 / 513            |
| PSB           | 4 / 81             | 14 / 513           |
| PSD           | 15 / 81            | 45 / 513           |
| PSDB          | 3 / 81             | 13 / 513           |
| PSOL          | 0 / 81             | 13 / 513           |
| PSTU          | 0 / 81             | 0 / 513            |
| PT            | 9 / 81             | 68 / 513           |
| PV            | 0 / 81             | 5 / 513            |
| REDE          | 0 / 81             | 1 / 513            |
| Republicanos  | 4 / 81             | 44 / 513           |
| Solidariedade | 0 / 81             | 5 / 513            |
| UNIÃO         | 7 / 81             | 59 / 513           |
| UP            | 0 / 81             | 0 / 513            |

### Lista por número de prefeituras
| Partido       | Prefeituras |
| ------------- | ----------- |
| Agir          | 3 / 5 568   |
| Avante        | 136 / 5 568 |
| Cidadania     | 33 / 5 568  |
| DC            | 2 / 5 568   |
| MDB           | 853 / 5 568 |
| MOBILIZA      | 21 / 5 568  |
| NOVO          | 19 / 5 568  |
| PCB           | 0 / 5 568   |
| PCdoB         | 19 / 5 568  |
| PCO           | 0 / 5 568   |
| PDT           | 151 / 5 568 |
| PL            | 516 / 5 568 |
| PMB           | 2 / 5 568   |
| PODE          | 127 / 5 568 |
| PP            | 746 / 5 568 |
| PRD           | 76 / 5 568  |
| PRTB          | 1 / 5 568   |
| PSB           | 309 / 5 568 |
| PSD           | 885 / 5 568 |
| PSDB          | 273 / 5 568 |
| PSOL          | 0 / 5 568   |
| PSTU          | 0 / 5 568   |
| PT            | 252 / 5 568 |
| PV            | 14 / 5 568  |
| REDE          | 4 / 5 568   |
| Republicanos  | 433 / 5 568 |
| Solidariedade | 62 / 5 568  |
| UNIÃO         | 583 / 5 568 |
| UP            | 0 / 5 568   |

### Lista por governismo na Câmara dos Deputados
Os partidos também podem ser classificados de acordo com o grau de convergência que a média dos seus deputados federais mantêm com as posições do governo federal durante as votações. Seguindo esse critério, abaixo estão listados os partidos representados nas 56 ª legislatura (2019-2022) (Governo Jair Bolsonaro) e 57 ª legislatura (2023-2026) (Governo Lula (2023–presente)) da Câmara.
| Partido       | 56.ª legislatura (até abril de 2022) | 57.ª legislatura (7 de outubro de 2024) |
| ------------- | ------------------------------------ | --------------------------------------- |
| Agir          | —                                    | —                                       |
| Avante        | 79%                                  | 88%                                     |
| Cidadania     | 76%                                  | 73%                                     |
| DC            | —                                    | —                                       |
| MDB           | 87%                                  | 82%                                     |
| MOBLIZA       | —                                    | —                                       |
| NOVO          | 75%                                  | 38%                                     |
| Patriota      | 94%                                  | —                                       |
| PCB           | —                                    | —                                       |
| PCdoB         | 28%                                  | 98%                                     |
| PCO           | —                                    | —                                       |
| PDT           | 39%                                  | 91%                                     |
| PL            | 93%                                  | 48%                                     |
| PMB           | —                                    | —                                       |
| PODE          | 86%                                  | 79%                                     |
| PP            | 93%                                  | 79%                                     |
| PROS          | 86%                                  | —                                       |
| PRTB          | —                                    | —                                       |
| PSB           | 34%                                  | 94%                                     |
| PSC           | 94%                                  | —                                       |
| PSD           | 86%                                  | 83%                                     |
| PSDB          | 80%                                  | 77%                                     |
| PSOL          | 18%                                  | 92%                                     |
| PSTU          | —                                    | —                                       |
| PT            | 25%                                  | 98%                                     |
| PTB           | 96%                                  | —                                       |
| PV            | 32%                                  | 97%                                     |
| REDE          | 28%                                  | 94%                                     |
| Republicanos  | 89%                                  | 79%                                     |
| Solidariedade | 87%                                  | 86%                                     |
| UNIÃO         | 88%                                  | 73%                                     |
| UP            | —                                    | —                                       |